# برتون، پمبروکشر
برتون (به انگلیسی: Burton) یک روستا در ولز است که در پمبروکشر واقع شده‌است. برتون ۱٬۲۱۳ نفر جمعیت دارد.